# 最高法院評論
最高法院評論（Supreme Court Review）是一本經同行評審的每年出刊之美國法律評論期刊，内容涵蓋了美國最高法院各判例之法律内涵論述及裁定評論。本期刊是由芝加哥大学法学院委由芝加哥大學出版社於1960年創刊出版。該雜誌的創刊編輯是菲利普·庫蘭，並一直擔任該職位至1988年。目前總編輯是丹尼斯·哈欽森、戴維·斯特勞斯(David A. Strauss)，以及杰弗裡·史東(目前諸位主編均任職於芝加哥大学法学院)。

## 摘要與索引資料庫
本期刊的摘要和索引資料庫如下：
- EBSCO databases
- MEDLINE/PubMed (僅選定的引文)[1]
- ProQuest資料庫
- Scopus[2]
- 社會科學引文索引[3]

根據《期刊引证报告》，本期刊於2016年的影響因子為 1.188。

## 外部連結
- 官方网站